# Reimiro

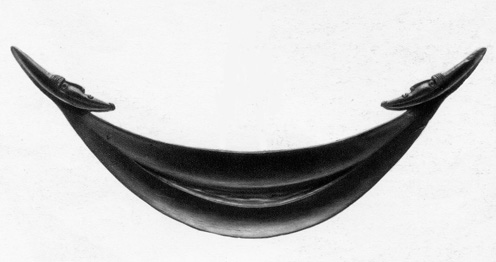
Un reimiro avec deux visages aux extrémités.

Un reimiro ou rei miro (de rei « proue » et de miro « bateau ») est un ornement pectoral en forme de croissant autrefois porté par les femmes de l'île de Pâques. Le croissant représente, d'après l'étymologie, une pirogue polynésienne. Il était traditionnellement porté par les chefs de tribus ainsi que par les femmes et hommes de haut rang.

Drapeau de l'île de Pâques (non officiel) avec un reimiro.
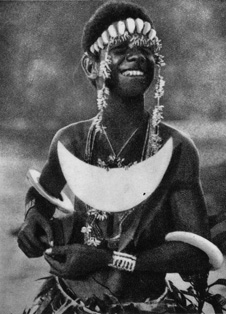
Femme avec un reimiro.
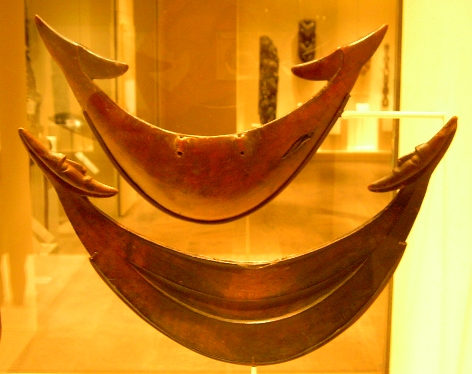
Reimiro exposés dans un musée.